# Wyględów (Warszawa)

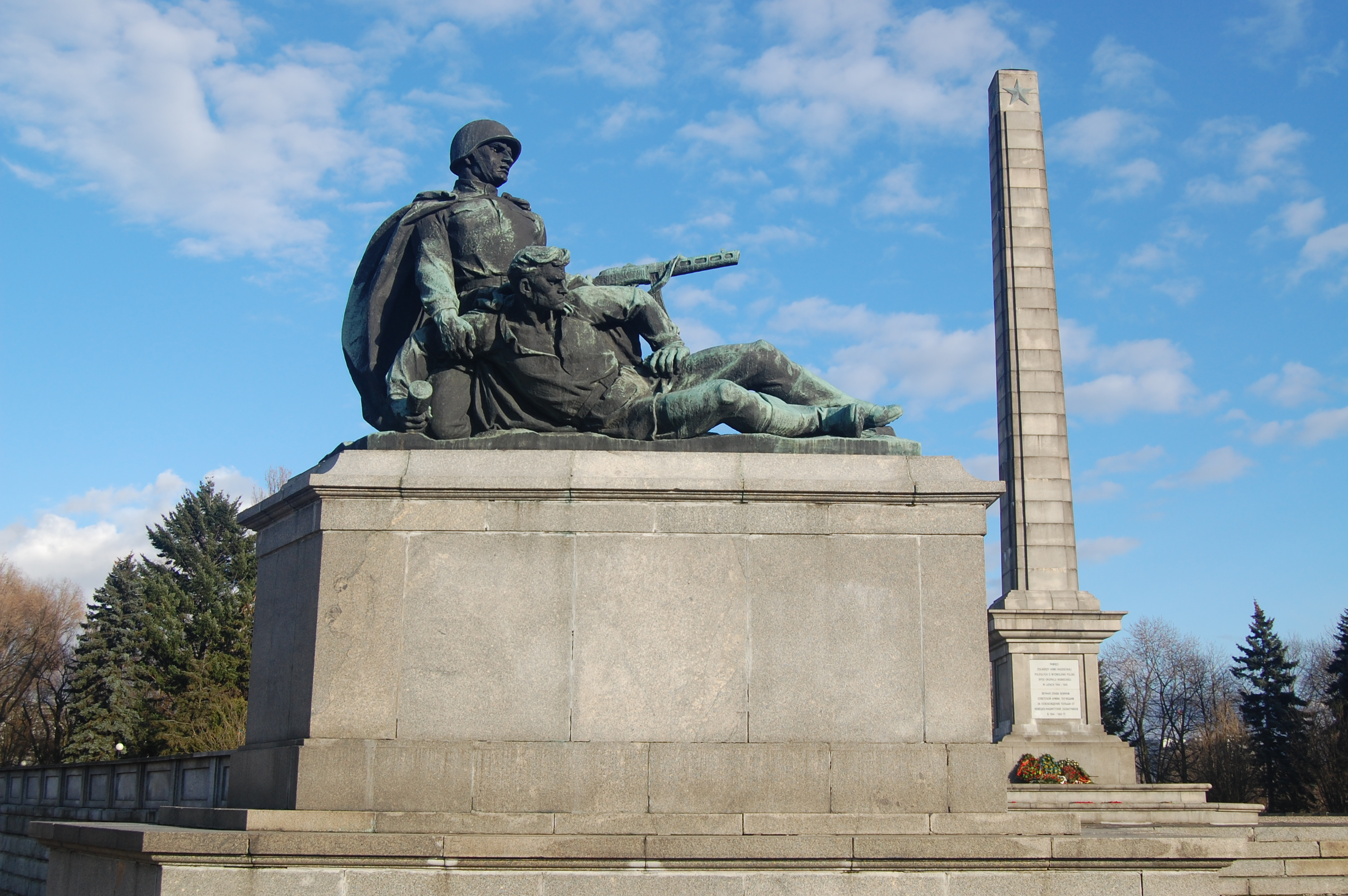
Cmentarz Mauzoleum Żołnierzy Radzieckich

Wyględów – obszar MSI  w dzielnicy Mokotów w Warszawie.

## Historia
Nazwa obszaru pochodzi od wsi Wyględowo-Kościesze założonej w XV w. w okolicach obecnej ulicy Bełskiej.

## Położenie

Wyględów na tle Mokotowa według MSI

Wyględów wg MSI jest położony w północno-zachodniej części dzielnicy. Od wschodu graniczy z mokotowskimi osiedlami Stary Mokotów i Wierzbno, od południa ze Służewcem, od południowego zachodu z Okęciem (będącym częścią dzielnicy Włochy), resztę granicy dopełnia Ochota: od zachodu Rakowiec i od północy Filtry. 
Ograniczony jest ulicą Żwirki i Wigury (od zachodu), fragmentem linii kolejowej nr 8 Warszawa-Kraków (od południowego zachodu), ulicą Woronicza (od południa) oraz ulicami Wołoską i św. Andrzeja Boboli (od wschodu). Od północy granica przebiega przez Pole Mokotowskie w linii prostej od końca ul. Batorego do skrzyżowania ul. Żwirki i Wigury z ul. Banacha.

## Ważniejsze obiekty
- Fort M („Mokotów“)
- Centralny Szpital Kliniczny MSWiA
- Narodowy Instytut Geriatrii, Reumatologii i Rehabilitacji
- Pole Mokotowskie
- Cmentarz Mauzoleum Żołnierzy Radzieckich